# Маркілюк Леонід Петрович
Маркілюк Леонід Петрович (нар. 6.5.1930) — Герой Соціалістичної Праці (19.03.1981)

## Життєпис
Народився 6 травня 1930 в с. Ізабеловка Вінницькій області. У 1931 батьки переїхали до Костянтинівки.
Трудовий шлях розпочав з ФЗО, після закінчення якого почав працювати токарем на заводі ім. Фрунзе.
Після служби в Радянській Армії, з 1956 працював на заводі «Автоскло» шліфувальником.
Тривалий час був депутатом Констянтинівської міської ради.

## Нагороди та відзнаки
Указом Президії Верховної Ради СРСР Маркілюку Леоніду Петровичу було присвоєно звання Героя Соціалістичної Праці. Досвід його роботи експонувався на ВДНГ СРСР у павільйоні будівельних матеріалів.
Рішенням міської ради від 05.09.1985 року Маркілюку Леоніду Петровичу присвоєно звання «Почесний громадянин міста Костянтинівки».